# Лятно тръшване (2010)
Лятно Тръшване 2010 (на английски: Summerslam 2010) е турнир на Световната федерация по кеч. Турнирът е pay-per-view и се провежда на 15 август 2010 г. на Стейпълс Център в Лос Анджелис, Калифорния.